# Deutscher Volkshochschul-Verband
Der Deutsche Volkshochschul-Verband e. V. (DVV) ist der Dachverband für die VHS-Landesverbände, in denen 845 Volkshochschulen in Deutschland organisiert sind. Er fördert die Weiterbildung und die Bildungsarbeit in den Volkshochschulen. Zudem agiert er als Fachverband und als Interessenvertreter der Volkshochschulen und ihrer Landesverbände auf Bundes-, europäischer und internationaler Ebene. 

## Aufgaben

### Interessenvertretung
Als zentrale Aufgabe des DVV als dem „Verband der Verbände“ gilt die Interessenvertretung der deutschen Volkshochschulen und ihrer Landesverbände auf Bundes-, europäischer  und internationaler Ebene.
Hierzu zählen in den 2020er Jahren beispielsweise 
- der Widerstand gegen Pläne zur Umsatzsteuerpflicht für bestimmte VHS-Kurse,[8][9]
- Initiativen, um im geplanten Demokratiefördergesetz die politische Jugend- und Erwachsenenbildung als eigenständiges Handlungsfeld auf Bundesebene zu verankern,[2]
- oder die Mitwirkung an einer Neufassung der Integrationskursverordnung, um dort dysfunktionale Kosteneinsparungen zu verhindern.[10]

### Fach- und Netzwerkarbeit
Der DVV unterstützt die Kooperation und den Austausch von Erfahrungen der Mitglieder beziehungsweise bestimmter Mitgliederkreise zu Fach- und Querschnittsthemen. Dieser Austausch findet in der Regel in Bundeskonferenzen, Arbeitskreisen und Ausschüssen statt.

### Themenschwerpunkte für die Volkshochschulen
Insbesondere die Bundesgeschäftsstelle befasst sich mit Projekten und Themen, die gesellschaftlich aktuell und für die Volkshochschularbeit vor Ort relevant sind. Das sind vor allem
- Digitalisierung in der Weiterbildung (zum Beispiel mit einer speziellen Cloud, mit einer bundesweiten Kursdatenbank oder einem Lernportal)
- Integration von Zugewanderten (unter anderem durch Sprachkurse),
- Alphabetisierung, Grundbildung und Schulabschlüsse,
- Arbeits- und Berufswelt,
- politische und kulturelle Jugend- und Erwachsenenbildung,
- Gesundheitsbildung.

Darüber hinaus erbringt die Bundesgeschäftsstelle Informations-, Beratungs- und Unterstützungsleistungen, beispielsweise in organisatorischen, rechtlichen oder Marketing-Fragen. Die pädagogische und didaktische Arbeit der Volkshochschulen wird ebenfalls unterstützt, etwa durch digitale Tools, spezielle Fortbildungsangebote, Materialien oder Handreichungen.

### Internationale Zusammenarbeit
Seit Jahrzehnten hat der DVV seine internationalen Aktivitäten im Institut für internationale Zusammenarbeit (DVV International) gebündelt. Sie beziehen sich auf die außerschulische, außerbetriebliche und außeruniversitäre Jugend- und Erwachsenenbildung. Das Institut ist hier als „Sozialstrukturträger“ Partner des Bundesministeriums für wirtschaftliche Zusammenarbeit und Entwicklung. In ausgewählten europäischen, afrikanischen, asiatischen und lateinamerikanischen Ländern fördert das Institut gemeinsam mit Partnern vor Ort beziehungsweise in der Region den Aufbau von tragfähigen Strukturen der Jugend- und Erwachsenenbildung.

### Projekte und Fördermittel
Der DVV wirbt überdies bundesweite, europäische oder internationale Projekte und Fördermittel ein oder unterstützt dabei. Im Erfolgsfall leitet er sie an die projektumsetzenden Akteure (Landesverbände, Volkshochschulen, Fachstellen etc.) weiter oder führt die entsprechenden Projekte selbst durch. Beispiele für in Vergangenheit und Gegenwart akquirierte und (mit) durchgeführte Projekte sind:
- Auf- und Ausbau des VHS-Lernportals, einem vom DVV entwickelten digitalen Lernangebot für Grundbildung und Deutsch als Fremdsprache, das vom Bundesministerium für Bildung und Forschung gefördert wird.[16]
- Förderung der im DVV angesiedelten „Zentralstelle für Politische Jugendbildung“ mit Mitteln des Kinder- und Jugendplans des Bundes; das Bundesministerium für Familie, Senioren, Frauen und Jugend finanziert über die „Zentralstelle“ die Durchführung von jährlich 100 bis 150 Maßnahmen zur politischen Kinder- und Jugendbildung an Volkshochschulen.[17]
- Auch im Projekt talentCAMPus leitet der DVV eingeworbene Mittel des Bundesministeriums für Bildung und Forschung an lokale Akteure weiter, die damit Bildungsmaßnahmen im Bereich der kulturellen Kinder- und Jugendbildung durchführen. Als einer von 33 Programmpartnern erhält der DVV hierfür seit 2013 vom Bundesministerium für Bildung und Forschung Mittel aus dem Programm „Kultur macht stark“.[18] Allein in der Förderphase von 2013 bis 2017 konnten so bundesweit rund 2000 Maßnahmen umgesetzt werden, die rund 45.000 Kinder und Jugendliche in rund 240 Städten, Gemeinden und Landkreisen erreichten.[19]

### Dachmarke vhs
Die bundesweite Markenführung der Dachmarke vhs erfolgt ebenfalls durch den DVV. Sie existiert seit 2013 und kann von allen Landesverbänden sowie den ihnen angeschlossenen Volkshochschulen genutzt werden.

## Organisation

### Gremien
Mitgliederversammlung, Mitgliederrat und Vorstand sind die entscheidenden Gremien des DVV.
- Die Mitgliederversammlung setzt sich aus Delegierten der ordentlichen Mitglieder (also der VHS-Landesverbände), dem DVV-Vorstand und je einer von den drei Kommunalen Spitzenverbänden (Deutscher Städtetag, Deutscher Landkreistag und Deutscher Städte- und Gemeindebund) entsandten Person zusammen.[24]
- Die Mitgliederversammlung wählt den Vorstand, dem sieben Personen mit Stimmrecht und sechs Personen mit beratender Stimme angehören (Stand: 2024). Die Amtsperiode des Vorstands beläuft sich auf vier Jahre.[24] Zu den Vorstandsmitgliedern zählen die Präsidentin (seit 2015 Annegret Kramp-Karrenbauer) und der Vorsitzende (seit 2019 Martin Rabanus).[25]
- Dem Mitgliederrat gehören höchstens jeweils zwei Vertreter der ordentlichen Mitglieder des DVV an, ferner die Präsidentin, der Vorsitzende sowie je eine von den drei kommunalen Spitzenverbänden entsandte Person.[24]

### Personal und Sitz
Der DVV beschäftigt eine hauptamtliche Geschäftsführung. Im Verband arbeiten rund 140 Personen (Stand: 2023). Die Bundesgeschäftsstelle befindet sich in Bonn.

### Beteiligungen
Der DVV ist mit 40 Prozent der Anteile Hauptgesellschafter des Grimme-Instituts, das sich mit Medien und Kommunikation befasst und jährlich den Grimme-Preis verleiht. Die telc gGmbH ist eine 100-prozentige Tochtergesellschaft des DVV, sie betätigt sich als Sprachtestanbieter und entwickelt Sprachzertifikate und Testsysteme.

### Mitgliedschaften
Der DVV ist in rund 20 Organisationen Mitglied, überwiegend solche, die sich mit Bildung und Weiterbildung befassen.

### Kooperation
Als Organisation der politischen Jugend- und Erwachsenenbildung wird Arbeit und Leben vom Deutschen Gewerkschaftsbund und vom DVV getragen.

## Geschichte

### Vorgeschichte

#### Zwischen Gründungsboom und Krise (1918 bis 1933)
Einige Volkshochschulen entstanden bereits vor dem Ersten Weltkrieg. Der eigentliche Gründungsboom setzte jedoch erst nach der Ausrufung der Weimarer Republik, in den Jahren 1918 bis 1920, ein. 1927 konstituierte sich der Reichsverband der deutschen Volkshochschulen. Die Weltwirtschaftskrise belastete die Volkshochschulen schwer, vor allem, weil ihnen die Mittel gekürzt wurden.

#### NS-Zeit (1933 bis 1945)
Nach der Machtergreifung der Nationalsozialisten schalteten diese auch die Volkshochschulen gleich. Einige der Leitungen und Dozenten emigrierten und versuchten, im Ausland vergleichbare Bildungsangebote zu schaffen. Innerhalb Deutschlands wurde der Reichsverband der deutschen Volkshochschulen 1933 aufgelöst. An seine Stelle trat im Jahr darauf zunächst die Hauptstelle für Volkshochschulen am Zentralinstitut für Erziehung und Unterricht. Noch im selben Jahr wurde das Volkshochschulwesen dem Reichsschulungsamt der NSDAP und der Deutschen Arbeitsfront als Deutsches Volksbildungswerk angeschlossen. Bereits 1933 legte ein Erlass fest, dass die Volkshochschulen nationalsozialistisches Gedankengut zu fördern hatten.

#### Wiederaufbau (1945 bis 1952)
Zwischen 1945 und 1949 gründeten die neu eröffneten beziehungsweise wiedereröffneten Volkshochschulen in den Westzonen Landesverbände beziehungsweise Regionalverbände. Im Oktober 1949 bildete sich die Arbeitsgemeinschaft der Landesverbände deutscher Volkshochschulen. Auf ihrer IV. Konferenz wählte sie im April 1952 Theodor Bäuerle zu ihrem Präsidenten.

### Verbandsgründung und Expansion (1953 bis 1973)
| Name                       | von  | bis  |
| -------------------------- | ---- | ---- |
| Theodor Bäuerle            | 1953 | 1956 |
| Hellmut Becker             | 1956 | 1974 |
| Dieter Sauberzweig         | 1974 | 1988 |
| Rita Süssmuth              | 1988 | 2015 |
| Annegret Kramp-Karrenbauer | 2015 |      |

Am 17. Juni 1953 tagte die Arbeitsgemeinschaft der Landesverbände deutscher Volkshochschulen im Schöneberger Rathaus von Berlin und wandelte sich in den Deutschen Volkshochschul-Verband mit Bäuerle als Präsidenten um.
Drei Jahre nach seiner Gründung etablierte der DVV einen wissenschaftlichen Beirat, dem auch in der Öffentlichkeit bekannte Personen wie Theodor Eschenburg, Arnold Bergstraesser und Walter Dirks angehörten. Auf die ebenfalls 1956 noch einmal akzentuierte und vertiefte Zusammenarbeit mit dem DGB folgte ein Jahr später eine Grundsatzerklärung für die Zusammenarbeit mit Arbeitgebern; der DVV und die Bundesvereinigung der Deutschen Arbeitgeberverbände hatten sie ausgehandelt. 1957 war auch das Jahr, in dem erstmals ein Vertreter der kommunalen Spitzenverbände in den engeren Vorstand des DVV berufen wurde.
Zu Systematisierung und Stärkung der Andragogik gründete der DVV mit Unterstützung des Bundesinnenministeriums und Zustimmung des Deutschen Bundestages 1957 seine Pädagogische Arbeitsstelle (PAS). Ihr erster Leiter war Willy Strzelewicz, ihm folgte 1960 Horst Siebert.
In den Folgejahren  organisierte die PAS über Konferenzen den Austausch von großstädtischen Volkshochschulen, von solchen in mittelgroßen Städten und solchen im ländlichen Raum. Zugleich rief sie Vertreter von Volkshochschulen regelmäßig zu  Fachkonferenzen zusammen, in denen diese sich über ihre Programme austauschten. Auf den Bescheinigungsbedarf reagierten die Volkshochschulen mit der Ausstellung von Teilnahmebestätigungen und Leistungsnachweisen, zu denen der DVV 1966 eine erläuternde Stellungnahme herausgab. 1968 führten sie erstmals bundesweit Prüfungen durch.
1961 trat der DVV als Stifter des Adolf-Grimme-Preises hervor. Damit reagierte der Verband auf die Ausbreitung des Fernsehkonsums und wirkte mit seinen Vergabekriterien auf die Qualität von TV-Sendungen ein. Der Preis wurde 1964 erstmals vergeben.
Die 1960er Jahre waren zugleich das Jahrzehnt, in dem sich die Arbeit an der Schnittstelle von Erwachsenenbildung und Entwicklungszusammenarbeit etablierte und institutionalisierte. Der DVV realisierte mit zwei Heimvolkshochschulen umfangreiche Fortbildungskurse, zuerst für Interessierte aus afrikanischen, dann für Erwachsenenbildner aus Lateinamerika. 1969 nahm im DVV die Fachstelle für Erwachsenenbildung in Entwicklungsländern – heute DVV International – ihre Arbeit auf.
Auf internationaler Ebene brachte der DVV im November 1973 seine Erfahrungen mit Volkshochschul-Zertifikaten bei der Gründung der Internationalen Zertifikatskonferenz ein. An ihr nahmen Vertreter aus Deutschland, den Niederlanden, Österreich und der Schweiz teil. Im selben Jahr richtete der DVV in Marl sein Adolf-Grimme-Institut ein.

### Entwicklung nach dem Boom (1974 bis 1990)
In den 1970er Jahren erließen die ersten Bundesländer gesetzliche Regelungen zur Erwachsenenbildung und zum Bildungsurlaub. Die Förderung durch öffentliche Haushalte ging allerdings zurück. Der DVV mahnte 1977 darum eine bessere staatliche Unterstützung in Personal- und Kostenfragen an.
In den 1980er Jahren zeigte sich in den Volkshochschul-Programmen ein Trend hin zu Themen der Alltags- und Berufskompetenz. Beispielsweise wurden Angebote im Umgang mit EDV stark nachgefragt, ebenfalls Deutschkurse für Aussiedler und Menschen mit Migrationshintergrund. Bedeutsam waren überdies Programme der Grundbildung und der Alphabetisierung. Die wesentlich von der PAS unterstützten Anstrengungen im Bereich der muttersprachlichen Alphabetisierung wurden dabei prämiert: 1985 erhielt der DVV den UNESCO-Preis für Alphabetisierung.

### Im wiedervereinigten Deutschland (seit 1991)
Volkshochschulen in der Sowjetischen Besatzungszone und ab 1949 in der Deutschen Demokratischen Republik hatten sich in die Erziehungs- und Bildungspolitik eingeordnet, die von der Sozialistischen Einheitspartei Deutschlands vorgegeben worden war. Die Volkshochschulen in der DDR hatten Angebote des zweiten Bildungsweges organisiert und waren im Unterschied zu Westdeutschland nicht kommunal angebunden gewesen. Nach der Wende gründeten die damals 220 Volkshochschulen in den neuen Bundesländern Landesverbände. Der Antrag dieser Landesverbände zur Aufnahme in den DVV wurde im April 1991 angenommen.
Die Fachstelle für Erwachsenenbildung in Entwicklungsländern benannte sich 1993 um und hieß anschließend Institut für Internationale Zusammenarbeit des DVV. Ein Jahr später änderte auch die PAS ihren Namen und wurde das Deutsche Institut für Erwachsenenbildung.
1997 erfolgten große organisatorische Veränderungen: Das Deutsche Institut für Erwachsenenbildung wurde verselbständigt, das Adolf-Grimme-Institut nahm die Rechtsform einer GmbH an, die Prüfungszentrale des DVV wurde zur WBT-Weiterbildungs-Testsysteme GmbH (seit 2006 telc gGmbH).
2007 zählte der DVV als Mitglied im Bundesverband der Träger beruflicher Bildung (Bildungsverband) zu den Initiatoren des bundesweiten Deutschen Weiterbildungstags.
Drei Jahre später gründeten 15 Volkshochschulen aus verschiedenen Bundesländern den BBV e. V. – Verein zur Förderung der Beruflichen Bildung an Volkshochschulen, der die entsprechenden VHS-Aktivitäten im Zusammenwirken mit den Landesverbänden und dem DVV stärkt.
In einem zwei Jahre währenden Prozess erarbeiteten Vertreterinnen und Vertreter der Volkshochschulen, der Landesverbände und des DVV eine Standortbestimmung. Sie wurde 2011 unter dem Titel Die Volkshochschule – Bildung in öffentlicher Verantwortung publiziert.
Im Februar 2019 nahmen die Volkshochschulen und ihre Verbände die Verankerung des „Volksbildungswesen[s], einschließlich der Volkshochschulen,“ in Art. 148 der Weimarer Verfassung zum Anlass einer 100-Jahr-Feier. Sie fand mit 600 geladenen Gästen in der Frankfurter Paulskirche statt.

## Deutscher Volkshochschultag
Der DVV ist Organisator und Ausrichter des Deutschen Volkshochschultages, der seit 1956 alle fünf Jahre stattfindet und auch von einem internationalen Publikum besucht wird. Auf ihm treffen sich die Volkshochschulen und ihre Verbände. Zudem sind Vertreter aus Politik, Wirtschaft, Wissenschaft und Gesellschaft anwesend. Die Volkshochschulen nutzen diese Veranstaltung, um die Bedeutung der Weiterbildung und das spezifische Engagement der Volkshochschulen herauszustellen. Viele Bundespräsidenten hielten hier Reden. Die COVID-19-Pandemie sorgte für die Verschiebung der für 2021 geplanten Veranstaltung um ein Jahr.
| Datum                 | Ort               | Motto                                                                                     |
| --------------------- | ----------------- | ----------------------------------------------------------------------------------------- |
| 11.–13. Oktober 1956  | Frankfurt am Main | Die deutsche Volkshochschule in der Situation der Gegenwart                               |
| 22.–25. November 1961 | Frankfurt am Main | Forderungen an die Erwachsenenbildung                                                     |
| 25.–28. Oktober 1966  | Frankfurt am Main | Weltweite Erwachsenenbildung – Bildung und Erziehung in neuen Dimensionen                 |
| 2.–4. November 1971   | Köln              | Volkshochschule, Weiterbildung und öffentliche Verantwortung                              |
| 23.–25. November 1976 | Köln              | Volkshochschule – Weiterbildung – 4. Hauptbereich des öffentlichen Bildungswesens         |
| 19.–20. November 1981 | Mannheim          | Zukunftsaufgabe Weiterbildung. Die politische Verantwortung für die Erwachsenenbildung    |
| 6.–7. November 1986   | München           | Technische Entwicklung – Menschliche Gestaltung                                           |
| 6.–8. November 1991   | Kassel            | Offene Volkshochschule – neue Herausforderungen: Deutschland und Europa in der Einen Welt |
| 6.–8. November 1996   | Leipzig           | weiter denken – weiter bilden                                                             |
| 7.–9. November 2001   | Hamburg           | Zukunft braucht Lernen braucht Zukunft                                                    |
| 4.–5. Mai 2006        | Berlin            | Neues lernen – Zukunft gestalten – Menschen verbinden                                     |
| 11.–13. Mai 2011      | Berlin            | Weiterbildung für alle!                                                                   |
| 9.–10. Juni 2016      | Berlin            | Digitale Teilhabe für alle!                                                               |
| 20.–21. Juni 2022     | Leipzig           | vhs 2030: Zusammen in Vielfalt. Nachhaltig. Vernetzt.                                     |